# Roussé (obchtina)
Pour l’article homonyme, voir Roussé.
La commune de Roussé (en bulgare Община Русе - Obchtina Roussé) est située dans le nord-est de la Bulgarie.

## Géographie

### Géographie physique
La commune de Roussé est située dans le nord-est de la Bulgarie, à 295 km de la capitale Sofia.
Son chef lieu est la ville de Roussé et elle fait partie de la région de Roussé.

### Géographie humaine
| 1975    | 1985    | 1992    | 2001    | 2005    | 2011    | 2015    | 2021    | 2022    |
| ------- | ------- | ------- | ------- | ------- | ------- | ------- | ------- | ------- |
| 170 561 | 195 237 | 191 375 | 178 435 | 175 916 | 166 881 | 162 869 | 151 754 | 139 226 |

,

## Administration

### Structure administrative
La commune compte 2 villes (Roussé et Marten) et 14 villages :
| - Ville de Roussé - Ville de Marten - Village de Bassarbovo - Village de Bazan - Village de Dolno Albanovo | - Village de Hotança - Village de Iastrébovo - Village de Nikolovo - Village de Novo Sélo - Village de Prossena | - Village de Sandrovo - Village de Sémérjievo - Village de Tchérvéna Voda - Village de Tetovo |

### Jumelages
La commune de Roussé est jumelée avec les communes suivantes :
- Huainan (Chine)
- Saint-Ouen (France)
- Giurgiu (Roumanie)
- Volgograd (Russie)

## Galerie

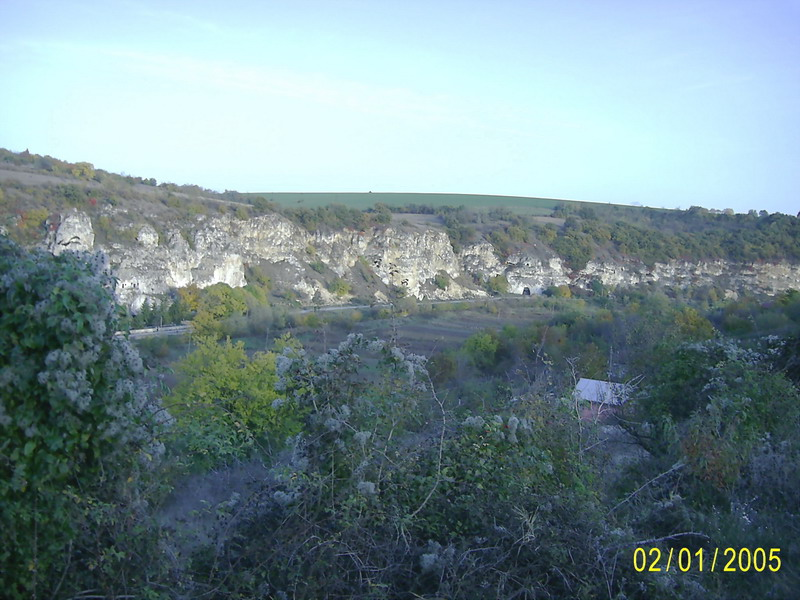
Les collines près de Bassarabovo
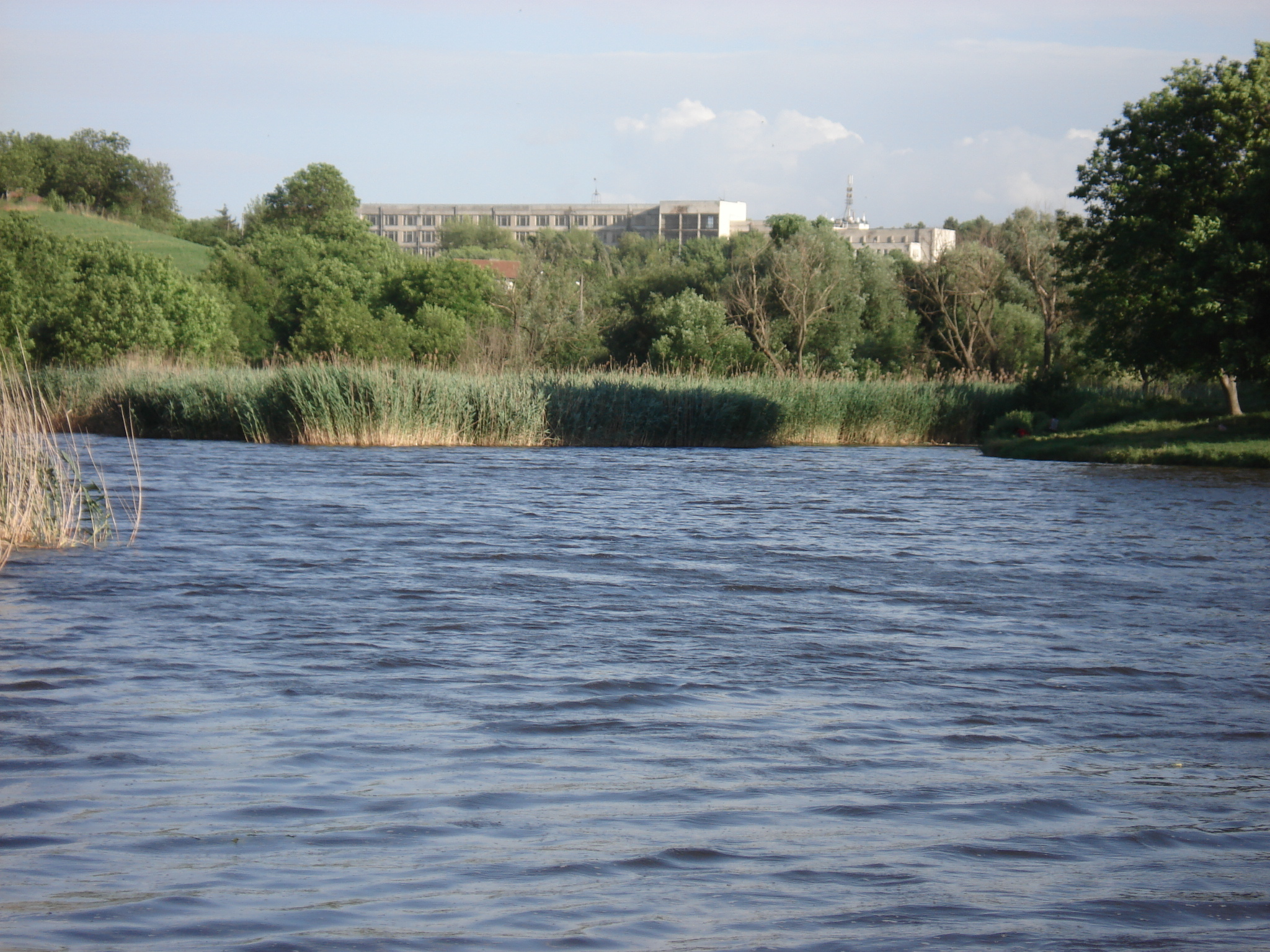
Le lac artificiel et l'école de Tétovo
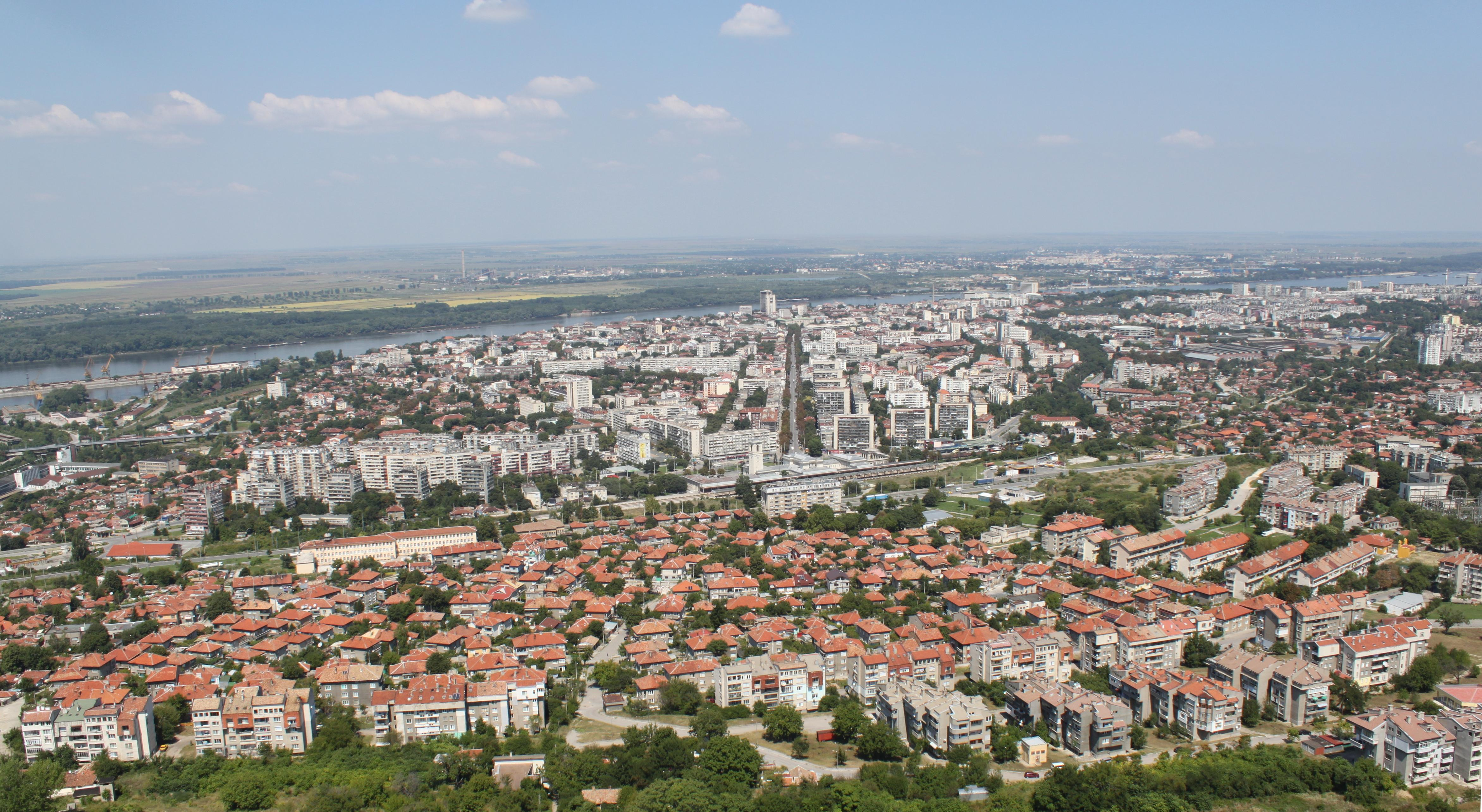
Roussé